# Асамов, Салахитдин
Салахитдин Асамов (узб. Salohiddin Asamov; 1930 — 1997, Узбекистан) — советский узбекский хозяйственный, государственный и партийный деятель.

## Биография
Родился в 1930 году. Член ВКП(б) с 1956 года.
С 1955 года — на хозяйственной, общественной и политической работе. В 1955—1988 гг. — главный зоотехник совхоза, директор государственного племенного завода «Нишан» Каршинского района Сурхан-Дарьинской области, 1-й секретарь Байсунского районного комитета КП Узбекистана, начальник Гузарского территориального производственного колхозно-совхозного управления, председатель Исполнительного комитета Самаркандского сельского областного Совета, 1-й секретарь Кашкадарьинского областного комитета КП Узбекистана, 1-й заместитель министра сельского хозяйства Узбекской ССР, председатель Исполнительного комитета Ташкентского областного Совета, начальник Управления пропаганды и внедрения достижений науки, техники и передового опыта министерства сельского хозяйства Узбекской ССР, научный сотрудник ВНИИ каракулеводства.
Избирался депутатом Верховного Совета СССР 7-го созыва.

## Награды
- три ордена Трудового Красного Знамени (27.08.1971[1], 1972, 1973)